# Barrage de Péligre
Barrage de Péligre är en dammbyggnad i departementet Centre i Haiti. 
Den dämmer upp Rivière de l' Artibonite och bildar Haitis näst största sjö, Lac de Péligre.
Dammen, som var klar år 1956,  används huvudsakligen för bevattning och sedan år 1971 för elproduktion. De tre turbinerna försåg tidigare Haiti med stora delar av elbehovet men från slutet av 1990-talet minskade produktionen på grund av stora mängder sediment i dammen. Turbinerna renoverades mellan 2016 och 2018 av Alstom med stöd från bland andra Tyskland och Opec, men dammen har inte rensats för for sediment.